# Brás Pires
Brás Pires é um município brasileiro do estado de Minas Gerais. Sua população estimada em 2004 era de 4.733 habitantes.
Em Brás Pires existem casarões tombados pelo patrimônio cultural, além disso a Igreja Matriz é bastante ampla e caracteriza a praça principal.
As festas características desta humilde e acolhedora cidade são a Festa da Batata, que acontece no terceiro final de semana de julho, e a Festa do Rosário, realizada em outubro.
Nossa Senhora do Rosário é a padroeira de Brás Pires e em outubro é homenageada pela população local, cidades vizinhas e braspirenses ausentes. Essa festa é um resgate da cultura com a corporação musical braspirense e a congada rosário da aliança.

## Demografia
Segundo dados do Censo 2010, a população do município é de 4.637 hab, sendo 2.223 hab. na zona urbana (47%) e 2.414 hab. na zona rural (53%).